# Елія Євдоксія
Елія Євдоксія (*Aelia Eudoxia, д/н —6 жовтня 404) — імператриця Візантійської імперії.

## Життєпис
Походила з впливового романізованого франкського роду. Донька Флавія Баутона, magister militum. Народилася десь на початку 380-х років. Рано втратила матір. Між 385 та 388 роками помер її батько. Сироту Євдоксію взяв під опіку Промот, magister militum, й надалі вона проживала в його домі в Константинополі, де й отримала основну освіту. Євдоксія замолоду відрізнялася рідкісною красою, але водночас була пихатою та мстивою.
У 391 році після смерті опікуна поселилася разом з його удовою Марсою та її синами, які були товаришами молодих співімператорів Феодосія I — Аркадія та Гонорія.
395 року після смерті батька Аркадій стає імператором Східної Римської імперії. Того ж року почалися інтриги щодо його одруження. Зрештою Елія Євдоксія була таємно посватана для імператора Аркадія препозитом священної спочивальні євнухом Євтропієм, який боровся за вплив на володаря держави з префектом преторія Флавієм Руфіном, який планував влаштувати шлюб власної доньки Марії з Аркадієм. Весілля відбулося 27 квітня 395 року в Константинополі. Молода імператриця доволі швидко здобула значний вплив на свого чоловіка.
У 399 році в неї виник конфлікт з препозитом Євтропієм, в результаті інтриг Елії Євдоксії (за підтримки магістра Гайни) останнього було спочатку відсторонено від посади, а потім страчено. 400 році отримала титул Августи, а місто Селімбрія перейменовано на Євдоксіополь. З цього часу починає втручатися у церковні питання, зокрема підтримувала борців з аріанством та підтримувала впровадження рішень Нікейського собору.
Спочатку мала гарні стосунки з патріархом Іваном Золотоустим, що спочатку вихваляв її благодійність. У свою чергу, Євдоксія прагнула залучити його на свій бік. У 403 році на кошти Сімпліція, єпарха Константинополя, було споруджено статую Елії Євдоксії в столиці імперії (поруч з храмом), що викликало критику Івана Золотоустого, який вважав це проявом поганства. Згодом Іван став критикувати розкішний спосіб життя імператриці. Коли імператриця розпорядилася про конфіскацію власності у вдови і дітей опального сановника, патріарх став на їхній захист.
Тому розпочалася боротьба імператриці з константинопольським патріархом Іваном Золотоустим. Євдоксія залучила на свій бік частину церковних ієрархів, що були невдоволені політикою патріарха. У 403 році вони провели собор в Дубі (передмісті Халкідона), на якому позбавила його сану патріарха. Але вже через деякий час імператриця Євдоксія, знову зібрала невдоволених єпископів на собор, які вимагали від імператора, щоб той своєю владою змістив патріарха. Зрештою, Івана запроторили під домашній арешт, який він напередодні Великодня порушив, аби хрестити новонавернених. Це ще більше розгнівило Євдоксію та Аркадія та дало підстави 9 червня 404 року арештувати та вислати його з міста.
Елія Євдоксія померла в жовтні 404 року в в результаті викидня. Була похована в храмі Святих Апостолів.

## Родина
Чоловік — Аркадій, візантійський імператор
Діти:
- Флацілла (397— бл.408)
- Пульхерія (399—453), візантійська імператриця
- Аркадія (400—444)
- Феодосій (401—450), візантійський імператор
- Марина (403—449)